# Offa Mercijský
Offa (8. století – 26. / 29. července 796) byl panovník království Mercie v letech 757–796. Jako první se pokusil sjednotit anglosaská království v Anglii. Podařilo se mu ovládnout území jižně od Northumbrie, ale po jeho smrti moc Mercie upadla. Podél hranice s Walesem dal postavit tzv. Offův val.

## Vláda
Offa byl synem Thingfritha, který obsadil trůn po občanské válce následující po zavraždění Æthelbalda a porážce dalšího uchazeče o trůn Beornreda. Následně využil nestability království Kent a do roku 771 ovládl i Sussex, ačkoliv na žádném z obsazených území nezůstala jeho autorita nezpochybňována. V průběhu 80. let 8. století ovládl většinu území jižní Anglie. Jeho spojencem byl wessexský král Beorhtric, který se oženil s Offovou dcerou Eadburh. Stal se rovněž faktickým vládcem Východní Anglie, když nechal v roce 794 nechal popravit tamního krále Æthelberhta II., zřejmě protože se proti Offovi vzbouřil.
Jeho moc se sice nikdy nerozšířila až do Northumbrie, ale další svou dceru Ælfflæd provdal v roce 792 za northumbrijského krále Æthelreda I. Král Offa zemřel v roce 796 a jeho nástupcem se stal jeho syn Ecgfrith, který vládl pouze necelých pět měsíců.
Jeho manželkou byla Cynethryth. Některé mince z období Offovy vlády zobrazují nejen Offu, ale také jeho ženu.